# Fissiphallius sympatricus
Fissiphallius sympatricus – gatunek kosarza z podrzędu Laniatores i rodziny Fissiphalliidae.

## Występowanie
Gatunek wykazany z Kolumbii